# O’s Time
O’s Time ist ein Musikalbum von Hal Galper mit seinem Trio. Die am 13. März 2014 entstandenen Aufnahmen erschienen 2014 auf Origin Records.

## Hintergrund
Auf seinem fünften Album für das Label Origin spielte der Pianist Hal Galper mit seinem Trio mit dem Kontrabassisten Jeff Johnson und dem Schlagzeuger John Bishop den Standard „Smile“ von Charlie Chaplin, Wayne Shorters „Wildflower“ und eigene Kompositionen. Das Titelstück ist eine Hommage an Ornette Coleman.

## Titelliste
- Hal Galper Trio – O’s Time: (Origin Records 82670)[1]

1. Like Sonny (John Coltrane) 8:14
2. Wildflower (Wayne Shorter) 9:04
3. O’s Time 8:23
4. Moonglazed 8:28
5. Smile (Charlie Chaplin) 7:42
6. Our Waltz 7:12

Wenn nicht anders vermerkt, stammen die Kompositionen von Hal Galper.

## Rezeption
Nach Ansicht von Dan McClenaghan, der das Album in All About Jazz rezensierte, sei es schwierig, im Klaviertrio-Format noch innovativ zu sein. Die letzte große Veränderung habe Ende der 1950er- und Anfang der 1960er-Jahre mit dem bahnbrechenden Trio des Pianisten Bill Evans stattgefunden, bestehend aus dem Bassisten Scott LaFaro und dem Schlagzeuger Paul Motian. Die [dortige] „Demokratisierung“ der Beiträge und des Zusammenspiels veränderte das Triospiel, und unzählige Gruppen hätten seitdem an der Verfeinerung von Evans’ Ansatz gearbeitet. Das Rubato-Spiel, die Dehnung unterschiedlicher Tempi in der Improvisation der drei Beteiligten, sei Hal Galpers Beitrag zur Klaviertrio-Innovation. Airegin Revisited, mit Bassist Jeff Johnson und Schlagzeuger John Bishop, habe diesen Ansatz 2011 perfektioniert. Das darauf folgende fünfte Album O’s Time führe diesen künstlerischen Höhepunkt auf ein neues Niveau, verdrehe Bekanntes (John Coltranes „Like Sonny“, Charlie Chaplins „Smile“) in neue Formen und enthülle so unterschiedliche Facetten der melodischen Fäden.